# 경기수건춤
경기수건춤은 대한민국 경기도 의정부시의 향토무형문화재이다. 2020년 2월 10일 의정부시의 향토문화재 제22호로 지정되었다.

## 개요
'경기 수건춤'은 조선시대 양주관아 관기들의 기본학습 춤 종목으로 경기지역의 음악적 요소를 바탕으로 故한성준에 의해 무대화됐고, 故강선영에게 이어졌으며 다시 전승자인 이미숙으로 이어지는 전승계보를 갖추고 있는 전통춤이다.
전승내용은 '경기 수건춤'의 경기제 장단 구성으로 굿거리장단, 자진모리장단에 이어 다시 굿거리장단으로 추어지는 춤사위 전체이며, '경기 수건춤'은 굿거리장단을 반주로 맨손으로 춤을 추다가, 조그만 사각 수건을 소매에서 꺼내 들고 추는 춤이다.